# Gallini
Gallini – plemię ptaków z podrodziny bażantów (Phasianinae) w obrębie rodziny kurowatych (Phasianidae).

## Zasięg występowania
Plemię obejmuje gatunki występujące w Afryce i Azji.

## Systematyka
Do plemienia należą następujące rodzaje:
- Peliperdix Bonaparte, 1856 – jedynym przedstawicielem jest Peliperdix lathami (Hartlaub, 1854) – frankolin czarnogardły
- Ortygornis Reichenbach, 1853
- Francolinus Stephens, 1819
- Campocolinus Crowe, Mandiwana-Neudani, Donsker, Bowie & Little, 2020
- Scleroptila Blyth, 1852
- Bambusicola Gould, 1863
- Gallus Brisson, 1760